# Погром у Львові (1914)
Льві́вський погро́м 27 вересня 1914 ро́ку — єврейський погром у Львові, вчинений російськими військами проти єврейського населення міста й увійшов в історію як «кривава неділя». Приводом стало обвинувачення євреїв у стрілянині по російських військах. Після цього російські військові відкрили стрілянину по єврейським домівках, а потім розграбували єврейський квартал. Було вбито 18 (за іншими даними загинуло 47) і поранено близько 70 осіб, багато євреїв були арештовані.

Ось як описує ті події очевидець, мешканець Львова: 
"Ненависть росіян до жидів виявилася першого-таки дня. Ось приклади.
Десь одразу після мого виходу з дому біля годинникової крамниці мене затримав козак. Показуючи на крамничку, він спитав: “Ето єврєй?” Коли я підтвердив, він махнув рукою і поцікавився, де знайти годинникаря-католика.
Инший козак на сусідній вуличці зліз із коня, прив’язав його до ліхтаря, зайшов до крамниці годинникаря і попросив показати йому годинники. Вибравши один і з’ясувавши ціну, він спитав: “А ви єврєй?” Переляканий власник відповів, що так. Тоді славний представник російської культури сховав годинник до кишені і люб’язно повідомив, що забирає його як милу пам’ятку зі Львова.
У перші дні подібні випадки траплялися доволі часто. Групи солдатів, особливо козаків, ходили вулицями, затримували мешканців і запитували їх: “Ви єврєй?”
Ознаменувати себе хресним знаменням або показати медальйон із зображенням Христа або Пресвятої Діви Марії – це було найліпшим способом переконати цього посланця “культури”. Хоча, инколи цього не вистачало."
"За тиждень до жидівських свят, погідного недільного дня, сидячи у каварні Центральній на площі Галицькій, через вікно я побачив якийсь незвичайний рух на бічних травниках. Зацікавлений, я вийшов глянути, що там діялося, і наткнувся на козаків, що стояли на вулиці Галицькій та, обернувшись у бік Ринку, стріляли в небо.
Я подумав, що це знову з’явився австрійський аероплан, як уже бувало. У цьому мене ще переконали генерали й офіцери, що стояли на балконі готелю “Жорж” і дивилися в небо. Не надаючи значення стрілянині, я пішов додому. Проте, якийсь внутрішній неспокій знову вигнав мене на вулицю. Переходячи вулицею Панською, площею Бернардинською, я бачив переполох і страх серед перехожих. На площі Галицькій я застав загін козаків, що стояв навпроти кам’яниць № 9, 11 і 13 на вулиці Валовій. Козаки залпом стріляли по будинках. Разом з иншими людьми мені вдалося розчинитися у міській метушні – у Торговій залі навпроти – і там перечекати добру годину. Потому я пробився до вулиці Баторія, а звідти – трамваєм до Панської.
Кондуктор у трамваї сказав мені, що всі трамваї скеровано на вул. Св.Софії. На инших вулицях, через козацьку стрілянину, рух перекрито.
Офіційно назвали причину погрому: наче хтось невідомий вистрелив з вікна однієї з кам’яниць у солдата. Причина вигадана, бо навіть якби було так, то чи це б спричинило стрілянину сотень козаків на вулицях Галицькій, Сербській, Краківській, Сикстуській, Казимирівській, Городецькій і Жовківській, тобто на вулицях, де мешкали переважно жиди?
Врожаєм козацького гульбища стали 47 трупів і багато поранених, які поховалися і навіть не признавалися, що отримали рани, тому їх число годі окреслити.
Що при тій нагоді не обійшлося без грабунків та розбоїв, теж річ певна. Як розповідають, козаки, при обшуку будинків на вулиці Валовій в одній із пивниць знайшли п. Сасса, батька власника фірми “Dental depot Bruno Sass”. Вони його убили, а потому забрали зі собою близько тисячі з тієї суми, яку нещасний мав при собі.
Цей погром став причиною того, що жиди, побоюючись повторення чогось подібного під час свят, постановили у ті дні не йти до святинь на молитви.
Коли ці відомості дійшли до губернатора, він покликав до себе двох рабинів і доручив їм запевнити жидів, що їм гарантована безпека на свята і що належить відправити усі молитви, приписані ритуалом.
Рабини Бравде і Гавсер цілу ніч ходили від дому до дому, заспокоюючи жидів і повідомляючи про розпорядження і запевнення губернатора.
Погрому справді більше не було."